# Cabelo curtained

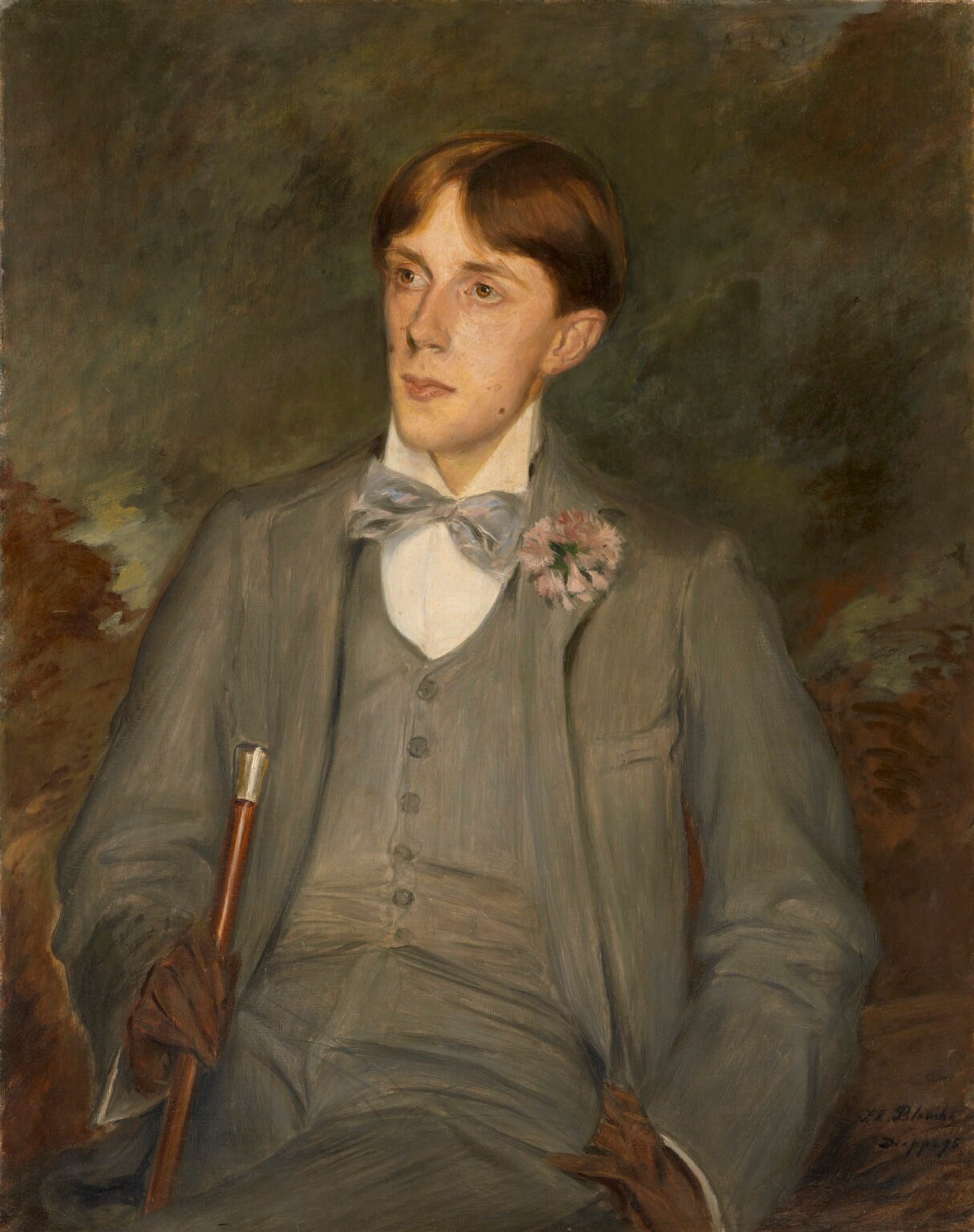
O artista Art Nouveau com os cabelos separados centralmente. Na moda no final da década de 1890

O curtained hair (cortinado) ou curtains (cortinas) é um penteado com uma longa franja dividida em uma separação do meio ou uma separação lateral, com lados curtos (ou raspados) e costas. O cabelo cortado geralmente se aplica aos homens, embora um nome alternativo, o "undercut", é usado tanto para cortes de cabelo masculino quanto feminino seguindo este estilo. Variações deste corte de cabelo têm sido populares na Europa e América do Norte ao longo do século XX e no século XXI.

## Origens
Uma versão mais curta do corte de cabelo, separada no meio e mantida no lugar com pomada tornou-se popular durante a era eduardiana como uma alternativa mais prática para os cabelos mais compridos e patilhas da moda dos anos 1840 a 1890. Isto se deveu em parte à popularidade das atividades esportivas como rugby entre os homens mais jovens.
Desde a virada do século até à década de 1920, uma variante mais longa do sub-corte era popular entre os jovens da classe trabalhadora, especialmente entre os membros de gangues de rua. No período entre as guerras em Glasgow, os "Neds" (termo escocês para pequenos criminosos), precursores dos Teddy Boys, favoreciam um corte de cabelo que era longo em cima e cortado nas costas e nos lados. Apesar do risco de incêndio, muita cera de parafina foi usada para manter o cabelo no lugar. Outras gangues que favoreceram este corte de cabelo foram as Scuttlers de Manchester, e as Peaky Blinders de Birmingham, porque cabelos mais compridos colocam o usuário em desvantagem em uma briga de rua.

## Ressurgimento
Durante o final da década de 1980, os cabelos separados centralmente, derivados do corte de tigela, voltaram a aparecer entre os fãs de new wave, synthpop, e música eletrônica como uma alternativa aos mullets e o backombed hair usado pelas bandas de glam metal.
No Reino Unido, os curtaineds foram popularizadas no início dos anos 90 pelas cenas Baggy ou Madchester, bem como pelas bandas contemporâneas de Shoegaze e Britpop como Happy Mondays, Inspiral Carpets, Blur, The Beautiful South e The Stone Roses. Também foi popular no Reino Unido por causa do cabelo de David Beckham em meados dos anos 90.
Uma versão mais longa do corte de cabelos curtained foi popular na do início a meados da década de 1990 e foi usada por muitas celebridades, principalmente Tom Cruise.

## Na cultura popular
Atores que usaram a versão mais longa de curtained incluem Tom Cruise em Missão Impossível 2, Brendan Fraser em The Mummy Returns, Leonardo DiCaprio em Titanic e River Phoenix em Indiana Jones and the Last Crusade.
Muitos personagens  anime, tais como Dragon Ball, o personagem Trunks, James de Pokemon da Equipe Rocket, Edward Elric de  Fullmetal Alchemist e Naruto do Sasuke e seu irmão mais velho, Itachi Uchiha possuem este corte de cabelo.
Personagens japoneses de videogame com este corte de cabelo incluem James Sunderland de Silent Hill 2, Sothe de Fire Emblem: Radiant Dawn, Leon S. Kennedy de Resident Evil 4, e Link do jogo The Legend of Zelda: Ocarina of Time.